# Diritto di accesso agli atti amministrativi
Il diritto di accesso agli atti amministrativi è un diritto riconosciuto al cittadino in funzione dei rapporti con lo Stato e la pubblica amministrazione, al fine di garantire in particolare la trasparenza nell'attività di quest'ultima.

## Descrizione
Tale diritto di accesso alle informazioni è considerato estremamente importante per garantire un efficace funzionamento dei sistemi democratici di un moderno Stato di diritto, avendo come effetto indiretto la trasparenza dell'operato dei governi e dei pubblici ufficiali, incrementando in tal modo la partecipazione delle persone e consentendo la loro informazione alla vita pubblica.
La premessa fondamentale del diritto di accesso all'informazione pubblica è la natura sostanzialmente pubblica delle informazioni detenute dalle istituzioni governative e l'impossibilità di nasconderle se non sulla base di motivi legittimi che dovrebbero essere dettagliati nella legge.

## La casistica giurisprudenziale internazionale
La Bavarian Lager, impresa che esporta nel Regno Unito la propria birra tedesca, ha denunciato alla Commissione Europea nel 2007 una iniquità della legge britannica che favoriva le aziende locali a dispetto delle estere. La CE ha dunque avviato un procedimento che ha portato alla modifica delle leggi britanniche. L'azienda ha quindi richiesto alla CE un verbale riguardante una riunione a cui erano presenti i rappresentanti della Commissione, le autorità britanniche e la Confédération des Brasseurs du Marché Commun (CBMC). Tuttavia, la CE ha deciso di non inserire in tale verbale il nome di cinque partecipanti che si erano opposte alla divulgazione dei loro dati o non erano reperibili. La Bavarian Lager ha proposto un ricorso per ottenere la versione integrale, ottenendo con la sentenza dell'8 novembre 2007 l'annullamento dell'omissione dei nomi. La sentenza dell'8 novembre 2007 venne a sua volta annullata su ricorso della CGUE secondo la quale la Commissione aveva legittimamente respinto la domanda di accesso al verbale completo della riunione “dal momento che la Bavarian Lager non ha fornito alcuna motivazione espressa e legittima né alcun argomento convincente per dimostrare la necessità del trasferimento di questi dati personali, la Commissione non ha potuto soppesare i differenti interessi delle parti in causa. Essa non era neppure in grado di verificare se sussistevano ragioni per presumere che tale trasferimento avrebbe arrecato pregiudizio agli interessi legittimi delle persone coinvolte”.
Secondo il diritto dell'Unione Europea il diritto di accesso agli atti amministrativi non può dunque prevalere automaticamente sul diritto alla protezione dei dati.

## Nel mondo

### Albania
Il diritto di accesso ai documenti amministrativi trova previsione nell'art. 28 della Costituzione dell'Albania, in vigore sin dal 1998.

### Italia
È stato introdotto, per la prima volta nell'ordinamento giuridico italiano, dalla legge 7 agosto 1990, n. 241. La disciplina è stabilita da apposito regolamento per l'accesso, emanata col D.P.R. 27 giugno 1992, n. 352, in seguito sostituito da sopravvenuta regolamentazione.
Era originariamente legato al possesso di una situazione legittimante, secondo le previsioni della legge 241/1990; questa impostazione segnò la principale differenza con l'accesso alle informazioni degli enti locali previsto dalla coeva legge 8 giugno 1990 n. 142. Essa venne successivamente superata dall'introduzione del diritto di accesso civico, nel quale è evoluta la legislazione sulla trasparenza amministrativa: la normativa principale è contenuta nel decreto legislativo 25 maggio 2016, n. 97.
La giustizia amministrativa individua i limiti imposti all’integrale conoscibilità della documentazione, “l’esigenza di osservare particolari cautele nel caso in cui la documentazione contenga dati personali c.d. “sensibili” (cioè idonei a rivelare l’origine razziale o etnica, le convinzioni religiose o politiche, lo stato di salute o la vita sessuale dei terzi), che, pur senza escludere l’accesso, nei casi in cui risulti necessario per far valere o difendere una posizione giuridica di rango pari o superiore, impone comunque di assicurare una adeguata protezione degli interessi del soggetto passivo”.

### Stati Uniti d'America
Il Freedom of Information Act del 1966 ha reso pubblici i documenti contenuti della "National Archives and Records Administration", inoltre ha imposto impone alle amministrazioni pubbliche  di rendere trasparente l'operato del il governo federale degli Stati Uniti d'America, comprendendo l'accesso totale o parziale a documenti riservati.